# توکر (ایرانشهر)
توکر، روستایی در دهستان ابتر بخش مرکزی شهرستان ایرانشهر در استان سیستان و بلوچستان ایران است.

## جمعیت
بر پایه سرشماری عمومی نفوس و مسکن در سال ۱۳۹۵، جمعیت این روستا برابر با ۴۸۵ نفر (۱۲۶ خانوار) بوده‌است.